# Plagionotus pulcher
Plagionotus pulcher là một loài bọ cánh cứng trong họ Cerambycidae.